# Готабая Раджапакса
Готабая Раджапакса (синг. ගෝඨාභය රාජපක්ෂ; нар. 20 червня 1949, Матара, Домініон Цейлон) — державний і військовий діяч Шрі-Ланки, президент країни у 2019-2022.

## Біографія
Народився в одній із впливових родин Шрі-Ланки. Батько був депутатом і міністром. Готабая Раджапакса — п'ятий з дев'яти дітей, його брат Махінда обіймав посаду президента країни протягом двох термінів. Два інших брата також обіймали урядові посади високого рівня. 1971 року Готабая проходив військову службу в армії, навчався у Військовій академії Шрі-Ланки.
У 1998 його родина емігрувала до Сполучених Штатів Америки і повернулися на Шрі-Ланку в 2005, коли його брат Махінда Раджапакса був обраний президентом країни за підтримки Коаліції Об'єднаного народного альянсу свободи.
З листопада 2005 до січня 2015 очолював міністерство оборони на заключних етапах громадянської війни на Шрі-Ланці, керуючи воєнними діями проти повстанців Тигрів звільнення Таміл-Іламу у північно-східній частині острова.
У 2015 його брат віддав владу опозиції з Нового демократичного фронту на чолі з Маїтріпала Сірісена.
Під час виборчої кампанії президента 2019 року Готабая в основному використовував риторику сингальського націоналізму.
17 листопада 2019 переміг кандидата від Об'єднаної національної партії (УНП) Саджіту Премадаса і став президентом країни.
14 липня 2022, на тлі протестів у Шрі-Ланці, Раджапакса повідомив про відставку з посади президента Шрі-Ланки, переховуючись у Сінгапурі.